# Mal-e Gap
Mal-e Gap – wieś w Iranie, w ostanie Buszehr. W 2006 roku miejscowość liczyła 321 mieszkańców w 79 rodzinach.